# TK-13
Le TK-13 (en russe : ТК-13), est le quatrième sous-marin nucléaire lanceur d'engins (en russe : Тяжёлые ракетные подводные крейсеры стратегического назначения, abrégé en ТРПКСН, littéralement « croiseur lourd sous-marin lanceur d'engins ») du projet 941 « Akula » (code OTAN : classe Typhoon, en service dans la marine soviétique puis dans la marine russe. Il est retiré du service en 2004 et démantelé de 2007 à 2009.

## Service
La quille du TK-13 est posée le 23 février 1982 au chantier naval no 402 de la Sevmash, à Severodvinsk. Le 19 janvier 1983, le bâtiment est inscrit à la liste des navires de guerre de la marine soviétique en tant que « croiseur lourd sous-marin lanceur d'engins » (TRPK). Le sous-marin est lancé le 30 avril 1985 et il entre en service le 26 décembre 1985 après avoir effectué une série d'essais en mer. 
Le 15 février 1986, le TK-13 est affecté à la 18e division de sous-marins de la 1re flottille (18 ДПЛ 1 ФлПЛ СФ) de flotte du Nord, stationnée dans la base navale de Zapadnaïa Litsa. Comme les sous-marins occidentaux, chaque Typhoon est sous la responsabilité de deux équipages.
En septembre 1987, les sous-marin reçoit la visite à bord de Mikhaïl Gorbatchev, alors Secrétaire général du Comité central du Parti communiste de l'Union soviétique. En 1989, il reçoit le prix du Commandant-en-chef de la marine soviétique pour la préparation de missile.
Le 3 juin 1992, il est reclassé en « croiseur lourd sous-marin nucléaire stratégique » (TAPKSN). En 1997, le TK-13 est placé en réserve dans la baie Nerpichia dans le cadre des accords américano-russes SALT II, avant d'être rayé de la liste navale en 1998.
En juillet 2006, le TK-13 est remorqué à Severodvinsk. Le 15 juin 2007, le contrat de démantèlement est signé avec le chantier naval Sevmash. Le démantèlement débute en juillet chantier Zvezdochka, il est réalisé grâce à un financement américain. Ce démantèlement devait être achevé en mars 2009, mais il se termine le 26 mai 2009. Le bloc réacteur est stocké sur la péninsule de Kola.